# Tom Garrett
Pour les articles homonymes, voir Garrett.
Thomas Alexander Garrett Jr. dit Tom Garrett, né le 27 mars 1972 à Atlanta, est un homme politique américain, élu républicain de Virginie à la Chambre des représentants des États-Unis de 2017 à 2019.

## Biographie

### Jeunesse et débuts professionnels
Tom Garrett grandit dans le comté de Louisa en Virginie. Après avoir obtenu son baccalauréat universitaire ès lettres de l'université de Richmond en 1994, il s'engage dans l'armée américaine. Il quitte la United States Army en 2000 et reprend ses études de droit à l'université de Richmond, dont il sort diplômé en 2002.
Après ses études, Garrett travaille pour le procureur général de Virginie de 2002 à 2007. En 2008, il devient procureur du comté de Louisa. Il est élu au Sénat de Virginie en 2011, puis réélu en 2015. Il y représente 22e district, qui comprend notamment le comté de Buckingham où il réside. Au Sénat, il est notamment connu pour ses tendances libertariennes.

### Représentant des États-Unis
En 2016, Garrett se présente à la Chambre des représentants des États-Unis dans le 5e district de Virginie. Il est désigné candidat par la convention républicaine, réunissant 58 % des voix au troisième tour du scrutin. Dans une circonscription qui s'étend du comté de Fauquier à la frontière avec la Caroline du Nord, il est facilement élu représentant en rassemblant près de 59 % des voix face à la démocrate Jane Dittmar, ancienne présidente du conseil des superviseurs du comté d'Albemarle.
À la Chambre des représentants, il fait partie du Freedom Caucus qui représente l'aile droite du Parti républicain.
En mai 2018, il annonce son intention de se présenter à un deuxième mandat, malgré des rumeurs contraires. La même semaine, Politico révèle que le député et sa femme demandaient à ses assistants parlementaires de faire leurs courses ou promener leurs animaux de compagnie. Le 28 mai 2018, Garrett dévoile ses problèmes d'alcoolisme et annonce qu'il ne sera pas candidat aux élections de novembre. En janvier 2019, la commission sur l'éthique de la Chambre critique l'utilisation faite par les époux Garrett des assistants parlementaires du représentant pour des besoins privés (porter leurs courses, aider leurs enfants dans leurs demandes d'inscription, etc.).